# Lygodactylus conraui
Lygodactylus conraui este o specie de șopârle din genul Lygodactylus, familia Gekkonidae, descrisă de Gustav Tornier în anul 1902. Conform Catalogue of Life specia Lygodactylus conraui nu are subspecii cunoscute.